# Salina (New York)
Salina ist eine US-amerikanische Town im Onondaga County des Bundesstaats New York mit einer Einwohnerzahl von 30.721 (Stand: 2019). Salina ist ein Vorort der Stadt Syracuse.

## Geschichte
Salina erhielt seinen Namen im Jahr 1797, als der Surveyor General die Befugnis erhielt, einen Teil der Salt Reservation für die Nutzung zur Salzherstellung abzulegen. Das Salz-Reservat war durch einen Vertrag mit den amerikanischen Ureinwohnern geschaffen worden. Es erstreckte sich eine Meile um den Onondaga-See. 1798 wurde das Village of Salina gegründet. Im März 1809 wurde die Town of Salina organisiert. Sie umfasste die Gebiete, die heute als Town of Geddes (gegründet 1848) bekannt sind, einen Teil von Manlius und die heutige City of Syracuse.
Im Jahr 1846 war es offensichtlich, dass Syracuse bald eine Stadt werden würde. Die Bewohner von Salina und Syracuse begannen, eine vorgeschlagene Charta zu diskutieren, die die beiden Dörfer vereinen würde. Im Dezember 1847 wurde der Gründungsakt verabschiedet, der das Gebiet als „einen Teil der Stadt Salina und die Eingliederung des Dorfes Salina und Syracuse“ definierte. Dieser Akt reduzierte die Town of Salina auf ihre heutigen Grenzen.
Heute besteht Salina aus fünf kleinen Vorstadtsiedlungen, die als Liverpool, Mattydale, Lyncourt, Galeville und ein Teil von North Syracuse bekannt sind.

## Demografie
Nach einer Schätzung von 2019 leben in Salina 32.232 Menschen. Die Bevölkerung teilt sich auf in 89,7 % Weiße, 3,8 % Afroamerikaner, 0,2 % amerikanische Ureinwohner, 2,0 % Asiaten und 4,0 % mit zwei oder mehr Ethnizitäten. Hispanics oder Latinos aller Ethnien machten 4,3 % der Bevölkerung aus. Das mittlere Haushaltseinkommen lag 2019 bei 58.207 US-Dollar und die Armutsquote bei 10,8 %.